# George Spencer-Churchill, al 8-lea Duce de Marlborough

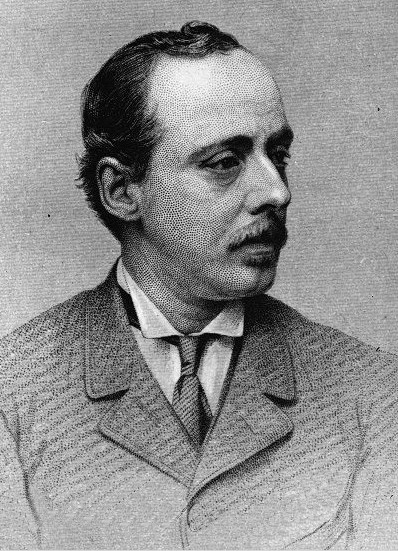
George Spencer-Churchill, al 8-lea Duce de Marlborough

George Charles Spencer-Churchill, al 8-lea Duce de Marlborough (13 mai 1844 – 9 noiembrie 1892), numit Conte de Sunderland până în 1857 și Marchiz de Blandford între 1857 și 1883, a fost nobil britanic.

## Biografie

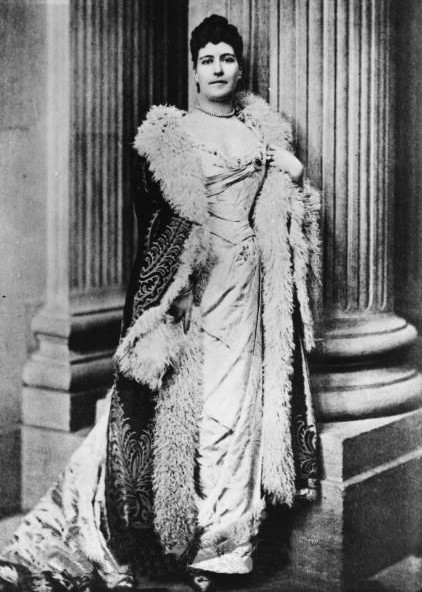
A doua soție a Ducelui, Lilian Warren Price

Marlborough a fost fiul cel mare a lui John Spencer-Churchill, al 7-lea Duce de Marlborough și a soției acestuia, Lady Frances Anne Emily Vane, fiica lui Charles Vane, al 3-lea marchiz de Londonderry. A fost fratele mai mare al lui Randolph Churchill, care a fost tatăl lui Winston Churchill. A fost educat la Colegiul Eton între 1857 și 1860, apoi a intrat în armată ajungând la gradul de locotenent în 1863.
Marlborough s-a căsătorit prima dată cu Lady Albertha Frances Anne Hamilton, fiica lui James Hamilton, Duce de Abercorn, la 8 noiembrie 1869 la Palatul Westminster. Ea a fost descrisă de soacra ei ca fiind "proastă, pioasă și plictisitoare". Cuplul a divorțat la 20 noiembrie 1883, la scurt timp după de Marlborough a moștenit ducatul după moartea tatălui său. 
Împreună cu Albertha, Ducesă de Marlborough, a avut patru copii:
- Lady Frances Louisa Spencer-Churchill (15 septembrie 1870 – 13 noiembrie 1954), căsătorită la 6 iunie 1893 cu Sir Robert Gresley, al 11-lea Baronet; a avut copii.
- Charles Richard John Spencer-Churchill, al 9-lea Duce de Marlborough (13 noiembrie 1871 – 30 iunie 1934).
- Lady Lillian Maud Spencer-Churchill (9 iulie 1873 – 4 ianuarie 1951), căsătorită la 6 octombrie 1898 cu colonelul Cecil Grengell; a avut copii.
- Lady Norah Beatrice Henriette Spencer-Churchill (1 septembrie 1875 – 28 aprilie 1946), căsătorită la 1 decembrie 1920 cu Francis Bradley Bradley-Birt; a avut copii.

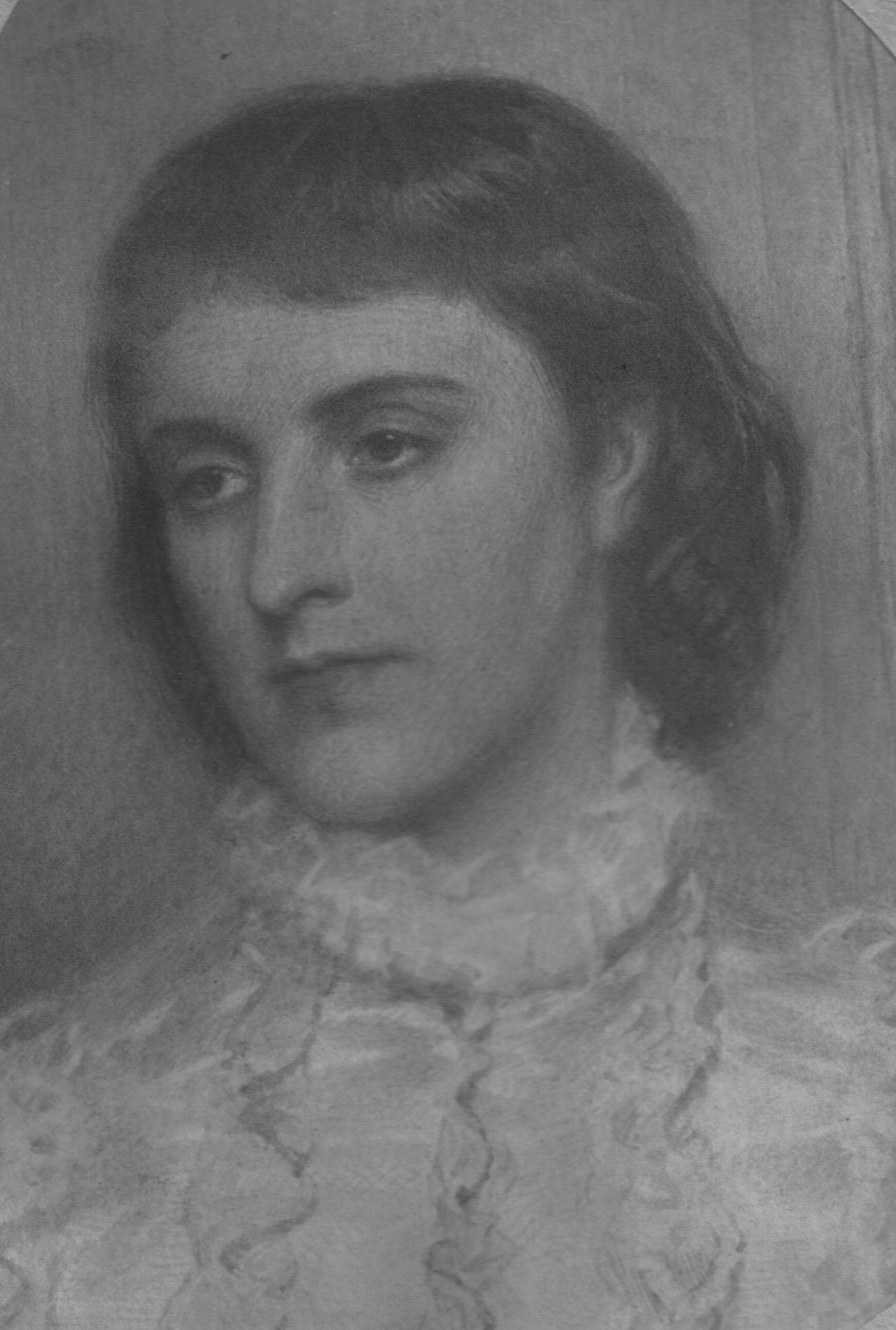
Edith Peers-Williams

În timpul căsătoriei cu Albertha, a fost tatăl unui fiu nelegitim, cunoscut mai târziu ca Guy Bertrand (n. 4 noiembrie 1881). Mama lui a fost Edith Peers-Williams soția lui Heneage Finch, al 7-lea Conte de Aylesford (1849–1885).
Ducele s-a recăsătorit cu (Jane) Lilian Warren Price (1854-1909), văduva lui Louis Carré Hamersley, o milionară americană. Căsătoria civilă a avut loc la 29 iunie 1888 la New York City Hall, fiind oficiată de maiorul New York-ului, Abram S. Hewitt. Ceremonia religioasă a avut loc în aceeași zi, la Tabernacle Baptist Church. Cuplul nu a avut copii.
Ducele a murit în 1892, la vârsta de 48 de ani, la Palatul Blenheim și a fost succedat de singurul său fiu legitim, Charles, marchiz de Blandford.